# Liste der Bodendenkmale in Gorden-Staupitz
In der Liste der Bodendenkmale in Gorden-Staupitz sind alle Bodendenkmale der brandenburgischen Gemeinde Gorden-Staupitz und ihrer Ortsteile aufgelistet. Grundlage ist die Veröffentlichung der Landesdenkmalliste mit dem Stand vom 31. Dezember 2021.  Die Baudenkmale sind in der Liste der Baudenkmale in Gorden-Staupitz aufgeführt.
|    | Gemarkung       | Flur | Kurzansprache | Bodendenkmalnummer | Bemerkung | Bild |
| -- | --------------- | ---- | --- | ------------------ | --------- | ---- |
| 1  | Gorden (Lage)   | 8    | Gräberfeld Bronzezeit | 20093              |           |      |
| 2  | Gorden (Lage)   | 8    | Siedlung Steinzeit, Siedlung Bronzezeit | 20094              |           |      |
| 3  | Gorden (Lage)   | 3    | Siedlung Bronzezeit, Siedlung Eisenzeit | 20095              |           |      |
| 4  | Gorden (Lage)   | 3    | Kirche Mittelalter, Friedhof Neuzeit, Steinkreuz deutsches Mittelalter, Dorfkern Neuzeit, Dorfkern Mittelalter, Friedhof Mittelalter, Kirche Neuzeit | 20097              |           |      |
| 5  | Gorden (Lage)   | 3    | Siedlung Urgeschichte | 20098              |           |      |
| 6  | Gorden (Lage)   | 1    | Siedlung Bronzezeit, Siedlung Steinzeit | 20140              |           |      |
| 7  | Staupitz (Lage) | 2    | Gräberfeld Bronzezeit | 20103              |           |      |
| 8  | Staupitz (Lage) | 2    | Landwehr deutsches Mittelalter, Landwehr Neuzeit | 20104              |           |      |
| 9  | Staupitz (Lage) | 2    | Siedlung römische Kaiserzeit, Siedlung Urgeschichte, Siedlung Steinzeit                                                                              | 20105              |           |      |
| 10 | Staupitz (Lage) | 1    | Pechhütte deutsches Mittelalter, Pechhütte Neuzeit                                                                                                   | 20106              |           |      |
| 11 | Staupitz (Lage) | 1    | Kirche Neuzeit, Friedhof deutsches Mittelalter, Dorfkern Neuzeit, Dorfkern deutsches Mittelalter, Friedhof Neuzeit, Kirche deutsches Mittelalter     | 20107              |           |      |
| 12 | Staupitz (Lage) | 2    | Rast- und Werkplatz Mesolithikum | 20127              |           |      |
| 13 | Staupitz (Lage) | 1, 2 | Siedlung Ur- und Frühgeschichte | 20473              |           |      |
| 14 | Staupitz (Lage) | 2    | Siedlung Urgeschichte | 20474              |           |      |
| 15 | Staupitz (Lage) | 2    | Rast- und Werkplatz Steinzeit | 20475              |           |      |
| 16 | Staupitz (Lage) | 2    | Kohlenmeiler Neuzeit, Kohlenmeiler deutsches Mittelalter                                                                                             | 20606              |           |      |
| 17 | Staupitz (Lage) | 2    | Siedlung Urgeschichte | 20651              |           |      |
| 18 | Staupitz (Lage) | 1    | Siedlung Urgeschichte | 20681              |           |      |